# プレセニリン1
プレセニリン1（英: presenilin-1、PS-1）は、ヒトではPSEN1遺伝子にコードされるプレセニリンタンパク質の1つである。プレセニリン1はγ-セクレターゼ複合体中の4つのコアタンパク質の1つであり、アミロイド前駆体タンパク質（APP）からアミロイドβ（Aβ）の産生に重要な役割を果たしていると考えられている。Aβの蓄積はアルツハイマー病の発症と関係している。

## 構造
プレセニリンは9つの膜貫通ドメインを持ち、N末端は細胞質側、C末端は細胞外側に位置する。プレセニリンにはタンパク質内部で切断によるプロセシングを受け、ヒトでは約27–28 kDaのN末端断片と約16–17 kDaのC末端断片が形成される。そして主にN末端断片とC末端断片からなるヘテロ二量体として存在する。プレセニリン1の過剰発現時には、全長タンパク質が不活性型として蓄積する。断片へのγ-セクレターゼ阻害剤の結合に関するデータをもとに、切断されたプレセニリン複合体が活性型であると考えられている。

## 機能
プレセニリンは、APPを切断する酵素であるγ-セクレターゼに影響を及ぼすことで、APPのプロセシングを調節していると考えられている。また、プレセニリンはNotch受容体の切断にも関与しており、γ-セクレターゼの活性を調節しているか、もしくはそれ自身がプロテアーゼとして作用している。PSEN1遺伝子には複数の選択的スプライシングバリアントが同定されているが、その性質が明らかとなっているのは一部のみである。

### Notchシグナル伝達経路
Notchシグナル伝達経路では、Notch受容体の成熟と活性化の過程で重要なタンパク質分解反応が起こる。Notch1は細胞外に位置するサイト1（S1）で切断され、細胞表面にヘテロ二量体型受容体が形成される。受容体の形成後、Notch1はさらにサイト3（S3）で切断され、Notch1の細胞内ドメイン（NICD）が膜から放出される。
プレセニリン1はこのタンパク質分解過程に重要な役割を果たすことが示されている。プレセニリンにヌル変異を有するショウジョウバエではNotchシグナル伝達は消失し、notch変異と類似した致死表現型が生じる。さらに哺乳類細胞では、プレセニリン1の欠乏によってNotchからのNICDの切断放出の欠陥が引き起こされる。この研究では、いくつかのγ-セクレターゼ阻害剤によっても同じ段階が遮断されることが示されている。これらのデータは、プレセニリン1がNotchシグナル伝達に重要な役割を果たしていることを示唆している。

### Wntシグナル伝達経路
Wntシグナル伝達経路は、胚発生やその後の発生過程におけるいくつかの重要な段階に関与していることが示されている。プレセニリン1は、Wntシグナル伝達経路の重要な構成要素であるβ-カテニンと複合体を形成し、安定化する。プレセニリン1変異トランスジェニックマウスの脳では、変異型プレセニリン1はβ-カテニン複合体安定化能が低下し、β-カテニンの過剰な分解をもたらす。
プレセニリン1はWntシグナル伝達経路の負の調節因子であると考えられており、またβ-カテニンのリン酸化にも関与していることが示されている。β-カテニンはプレセニリン1と共役して、2つのキナーゼによる逐次的なリン酸化が行われる。プレセニリン1の欠乏はこの一連のリン酸化の連係を切り離し、正常なWntシグナルの伝達を破壊する。

## 臨床的意義

### アミロイドβの産生
変異型プレセニリン1を過剰発現するトランスジェニックマウスは脳内でAβ42(43)の増加を示し、このことはプレセニリン1がAβの調節に重要な役割を果たしていること、そしてアルツハイマー病と深く関係していることを示唆している。プレセリン1欠損マウス胚由来の培養神経細胞を用いて行われた実験では、プレセニリン1が存在しなくともα-セクレターゼとβ-セクレターゼによる切断は正常であることが示されている。一方、γ-セクレターゼによるAPPの膜貫通ドメインの切断は消失し、アミロイドペプチドは1/5に減少する。このことは、プレセニリン1の欠乏によってアミロイドの産生がダウンレギュレーションされること、そしてプレセニリン1の阻害がアルツハイマー病における抗アミロイド産生治療の手法の1つとなる可能性があることを示唆している。アミロイドの産生におけるプレセニリン1の役割に関する幅広い研究によって、アルツハイマー病に対する我々の理解は深まっている。

### アルツハイマー病
家族性アルツハイマー病患者は、プレセニリンタンパク質（PSEN1、PSEN2）もしくはAPPに変異が存在する可能性がある。こうした疾患関連変異は、より長い形のAβ（アルツハイマー病患者でみられるアミロイド沈着物の主成分）の産生の増加を引き起こす。こうした変異は稀な早発性のアルツハイマー病の原因となり、常染色体優性遺伝する。

### がん
プレセニリン1はアルツハイマー病のほか、がんでも重要であることが示されている。ヒトメラノーマに対して行われた広範囲の遺伝子発現解析研究ではメラノーマ細胞株は2種類に分類されており、プレセニリン1は一方ではダウンレギュレーションされているが、もう一方では過剰発現していることが示された。多剤耐性がん細胞株に対して行われた他の研究では、がんの発生におけるプレセニリン1の役割が明らかにされた。多剤耐性細胞は、がんの化学療法の奏功に対する重要な因子となっている。この研究では、Notch1細胞内ドメイン（N1IC）とプレセニリン1の発現の解析によって多剤耐性獲得の分子機構の探索が行われた。その結果、どちらのタンパク質もより高レベルで発現していること、そして多剤耐性と関係しているABCC1がN1ICによって調節されていることが示され、プレセニリン1とNotchシグナルによるABCC1の調節機構が示唆された。

## 相互作用
プレセニリン1は次に挙げる因子と相互作用することが示されている。
- BCL2[28]
- β-カテニン[29][30][31]
- δ-カテニン（英語版）[32][33]
- FLNB（英語版）[34]
- GFAP（英語版）[35]
- ICAM5（英語版）[36]
- KCNIP3（英語版）[37][38]
- NCSTN（英語版）[39][40][41][42][43]
- PKP4（英語版）[44]
- UBQLN1（英語版）[45]

## 関連文献
- “The presenilin genes: a new gene family involved in Alzheimer disease pathology”. Hum. Mol. Genet. 5 Spec No:  1449–55. (1997). doi:10.1093/hmg/5.Supplement_1.1449. PMID 8875251.
- “Presenilin mutations in Alzheimer's disease”. Hum. Mutat. 11 (3):  183–90. (1998). doi:10.1002/(SICI)1098-1004(1998)11:3<183::AID-HUMU1>3.0.CO;2-J. PMID 9521418.
- “Clinical phenotypic heterogeneity of Alzheimer's disease associated with mutations of the presenilin-1 gene”. J. Neurol. 253 (2):  139–58. (2006). doi:10.1007/s00415-005-0019-5. PMID 16267640.
- “When loss is gain: reduced presenilin proteolytic function leads to increased Aβ42/Aβ40. Talking Point on the role of presenilin mutations in Alzheimer disease”. EMBO Rep. 8 (2):  136–40. (2007). doi:10.1038/sj.embor.7400896. PMC 1796780. PMID 17268504.
- “Loss-of-function presenilin mutations in Alzheimer disease. Talking Point on the role of presenilin mutations in Alzheimer disease”. EMBO Rep. 8 (2):  141–6. (2007). doi:10.1038/sj.embor.7400897. PMC 1796779. PMID 17268505.